# Eugen von Czihak

Eugen von Czihak

Eugen von Czihak (* 8. Juli 1853 in Aschaffenburg; † 21. August 1918 in Berlin) war ein deutscher Architekt, preußischer Baubeamter und Kunsthistoriker.

## Leben
Eugen von Czihak studierte von 1871 bis 1874 Architektur an der Technischen Hochschule Darmstadt. Er war danach von 1874 bis 1875 als Zeichner und Architekt im Garnisonbaubüro Friedrichsort tätig, ehe er im Dezember 1875 Lehrer an der Städtischen Baugewerkschule Salza und an der Gewerbeschule Liegnitz wurde. 1878 begann er nach dem bestandenen ersten Staatsexamen sein Referendariat als Regierungsbauführer. 1886 wurde er nach dem zweiten Staatsexamen zum Regierungsbaumeister (Assessor) ernannt. 1890 wurde er Lehrer an der staatlichen Baugewerkschule Breslau. Im September 1892 wurde er Direktor der neu gegründeten staatlichen Baugewerkschule Königsberg und nebenamtlich auch der Provinzial-Kunst- und Gewerbeschule Königsberg. 1902 wurde er zum Regierungs- und Gewerbeschulrat in Düsseldorf befördert. 1905 wurde er ins Landesgewerbeamt des preußischen Handelsministeriums in Berlin berufen, wo er 1918 im Rang eines Geheimen Regierungsrats starb.
Czihak widmete sich der Erforschung des Kunstgewerbes, besonders Schlesiens und Preußens. 1888 bis 1892 war er Verwalter der Sammlungen des Museums Schlesischer Alterthümer in Breslau.

## Schriften
- Schlesische Gläser. Verlag des Museums schlesischer Alterthümer, Breslau 1891.
- Führer durch die Sammlungen des Museums Schlesischer Altertümer in Breslau. 3. Auflage, Nischkowsky, Breslau 1891.
- Die Denkmäler des Geschlechts von Saurma und von Sauerma. Breslau 1892.
- (als Herausgeber gemeinsam mit Walter Simon): Königsberger Stuckdecken. Hiersemann, Leipzig 1899.
- Die Edelschmiedekunst früherer Zeiten in Preussen.
  - Band 1: Allgemeines. Königsberg und Ostpreussen. Schwann, Düsseldorf 1903.
  - Band 2: Westpreussen. Hiersemann, Leipzig 1908.
(Von Czihaks Tod verhinderte den geplanten dritten Band mit Nachträgen)